# 초기값 문제
수학분야에서의 미분 방정식의 분야에서, 초기값 문제(Initial Value Problem,IVP)는 미분 방정식과 초기 상태라는 주어진 한 점에서 알 수 없는 함수의 값이 주어진 문제이다. 물리학이나 다른 과학, 모델링 시스템에서 자주 양을 해결하는 초기 값 문제이다. 이러한 맥락에서, 미분 방정식은 어떻게 변화하는지를 지정한 방정식이며, 초기 조건이 주어졌을 때, 계가 시간에 따라 변화하게 만든다.

## 정의
초기 값 문제는 다음의 미분 방정식
{\displaystyle y'(t)=f(t,y(t))} 이고 함수 {\displaystyle f}가 {\displaystyle f\colon \Omega \subset {\mathbb {R} }\times {\mathbb {R} }^{n}\to {\mathbb {R} }^{n}}에서 정의되어 있고, {\displaystyle \Omega }는 {\displaystyle \mathbb {R} \times \mathbb {R} ^{n}}의 열린 집합이다과 초기 상태라는 {\displaystyle f}의 한 점에서의 값이 있는 문제이다.
{\displaystyle (t_{0},y_{0})\in \Omega }
초기 값 문제의 솔루션은 다음을 만족하는 미분방정식의 솔루션인 함수 {\displaystyle y}이다.
{\displaystyle y(t_{0})=y_{0}}.
높은 차원에서, 미분 방정식은 {\displaystyle y'_{i}(y)=f_{i}(t,y_{1}(t),y_{2}(t),\dots )}으로 대체되고, {\displaystyle y(t)} 는 벡터 {\displaystyle (y_{1}(t),\dots ,y_{n}(t))}로 나타났다. 더 일반적으로, 모르는 함수 {\displaystyle y}는 바나흐 공간이나 공간의 분포와 같은 무한 차원의 공간에서 값을 가질 수 있다.
초기 값 문제는 독립적인 함수와 같은 방법으로 유도되게 처리함으로 인해 높은 차원으로 확장될 수 있다,예를 들면 다음과 같다.
{\displaystyle y''(t)=f(t,y(t),y'(t))}

## 솔루션의 존재여부와 유일성
초기값 문제(IVP)에서, 솔루션(해)의 존재와 고유성은 해석학적 증명을 통해 설명할 수 있다.
피카르-린델뢰프 정리는 ƒ가 t0와 y0를 포함하는 구간 내에서 연속적이고 변수 y가 립시츠 조건을 만족 할 때, t0를 포함하는 구간 내에서 유일한 솔루션이 있음을 보장한다. 이 정리는 문제를 동등한 적분 방정식으로 재 형성함으로 증명이 가능하다.이 적분은 한 함수에서 다른 함수로 매핑되는 연산으로 고려될 수 있으며, 그 솔루션은 그 연산의 고정점이 된다. 초기치 문제의 솔루션인 유일한 고정점이 존재한다는것을 보이기 위하여 바나흐 고정점 정리를 사용한다.
이전의 피카르-린델뢰프 정리의 증명은 적분 방정식의 솔루션이자 초기값 문제의 솔루션에 수렴하는 함수의 시퀀스를 생성한다. 이러한 구조는"피카르의 방법"또는"연속 근사 방법"이라고 불린다. 이 방법은 바나흐 고정점 정리의 특별한 경우에 해당한다.
오카무라 히로시는 필요 충분 조건으로 초기치 문제의 솔루션은 유일하다는것을 얻었다. 이 조건은 시스템에 대한 Lyapunov 함수의 존재와 관계가 있다.
어떤 때는 함수 ƒ는 C1클래스가 아니거나 립시츠 연속함수일 때도 있다. 그래서 보통의 결과는 지역적으로 유일한 솔루션이 존재하는 것을 보장하지 않는다. 하지만 페아노 존재 정리는 ƒ가 연속이면 항상 지역적으로 솔루션이 존재하는 것을 보장한다;문제는 유일성을 보장할 수 있는 것은 없다는 것이다. 이 결과는 Coddington&Levinson(1955,정리 1.3)이나 Robinson(2001년,정리 2.6)에서 찾을 수도 있다. 더 일반적인 결과는 Carathéodory 존재 정리이며, 이것은 불연속적인 함수 ƒ에서 존재성을 증명할 수 있다.

## 예시
간단한 예로 {\displaystyle y'=0.85y} 와 {\displaystyle y(0)=19}. 우리는 이 두 식을 만족하는 식 {\displaystyle y(t)}를 찾으려고 한다.
{\displaystyle y'={dy \over dt}}를 적고 시작하면, 다음과 같다.
{\displaystyle {dy \over dt}=0.85y}
이제 식을 {\displaystyle y}가 왼쪽에 있고 {\displaystyle t}가 오른쪽에 있도록 정리하자.
{\displaystyle {\frac {dy}{y}}=0.85dt}
이제 양변을 적분하자(이것은 모르는 상수 {\displaystyle B}를 생성한다).
{\displaystyle \ln \left\vert y\right\vert =0.85t+B}
{\displaystyle \ln }을 제거하자
{\displaystyle |y|=e^{B}e^{0.85t}}
 {\displaystyle C}를 다음과 같이 정의된 새로운 상수로 두자;{\displaystyle C=\pm e^{B}}, 그러면 다음과 같이 변형된다.
{\displaystyle y=Ce^{0.85t}}
이제 우리는 {\displaystyle C}의 값을 알 필요가 있다. 주어진 식인 {\displaystyle y(0)=19}를 사용하여 0을 {\displaystyle t}에, 19를 {\displaystyle y}에 대입해 보자.
{\displaystyle {\displaystyle 19=Ce^{0.85\cdot 0}}}
{\displaystyle C=19}
이것으로 최종적인 솔루션은 {\displaystyle y(t)=19e^{0.85t}}다.
두 번째 예제
아래의 식에서
{\displaystyle y'+3y=6t+5,\qquad y(0)=3}
다음의 솔루션을 알 수 있다.
{\displaystyle y(t)=2e^{-3t}+2t+1}
왜나하면,
{\displaystyle {\begin{aligned}y'+3y&={\tfrac {d}{dt}}(2e^{-3t}+2t+1)+3(2e^{-3t}+2t+1)\\&=(-6e^{-3t}+2)+(6e^{-3t}+6t+3)\\&=6t+5.\end{aligned}}}

## 같이 보기
- 경계값 문제
- 정의 통합
- 적분 곡선

## 참고 문헌
- Coddington, Earl A.; Levinson, Norman (1955). 《Theory of ordinary differential equations》. New York-Toronto-London: McGraw-Hill Book Company, Inc.
- Hirsch, Morris W. and Smale, Stephen (1974). 《Differential equations, dynamical systems, and linear algebra》. New York-London: Academic Press.
- Okamura, Hirosi (1942). “Condition nécessaire et suffisante remplie par les équations différentielles ordinaires sans points de Peano”. 《Mem. Coll. Sci. Univ. Kyoto Ser. A.》 (프랑스어) 24: 21–28. MR 0031614.
- Agarwal, Ravi P.; Lakshmikantham, V. (1993). 《Uniqueness and Nonuniqueness Criteria for Ordinary Differential Equations》. Series in real analysis 6. World Scientific. ISBN 978-981-02-1357-2.
- Polyanin, Andrei D.; Zaitsev, Valentin F. (2003). 《Handbook of exact solutions for ordinary differential equations》 2판. Boca Raton, FL: Chapman & Hall/CRC. ISBN 1-58488-297-2.
- Robinson, James C. (2001). 《Infinite-dimensional dynamical systems: An introduction to dissipative parabolic PDEs and the theory of global attractors》. Cambridge: Cambridge University Press. ISBN 0-521-63204-8.
- (인문사회학을 위한 수학 -미적분학과 응용,최정환,고려대학교출판문화원)https://kupress.com/books/9123/ 보관됨 2020-08-14 - 웨이백 머신